# Eremasiomyia thereomyioides
Eremasiomyia thereomyioides är en tvåvingeart som beskrevs av Boris Borisovitsch Rohdendorf 1935. Eremasiomyia thereomyioides ingår i släktet Eremasiomyia och familjen köttflugor.
Artens utbredningsområde är Egypten. Inga underarter finns listade i Catalogue of Life.